# 동경 16도

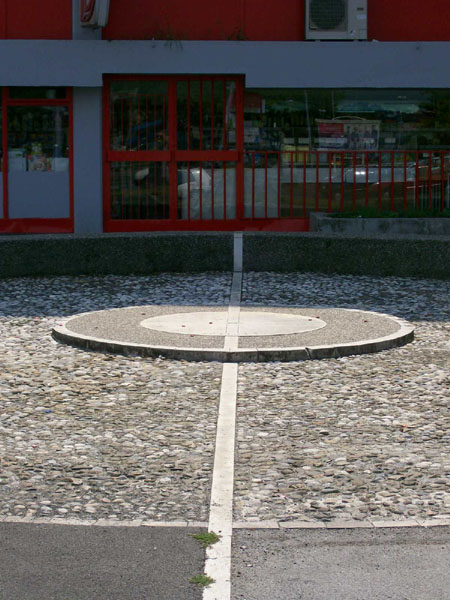
크로아티아 자그레브에 있는 동경 16도를 표시한 기념물.

동경 16도(東經16度)는 본초 자오선에서 동쪽으로 16도 떨어진 경선이다. 북극점에서 시작하여 북극해, 유럽, 아프리카, 대서양, 남극해, 남극을 거쳐 남극점에 이른다.
동경 16도는 서경 164도와 이어져 지구의 둘레를 이룬다.

북극점에서 남극점까지 동경 16도선은 다음 지역을 지나간다.
| 좌표                                                  | 나라, 지역, 해역      | 주석                                      |
| ----------------------------------------------------- | --------------------- | ----------------------------------------- |
| 북위 90° 0′ 동경 16° 0′  / 북위 90.000° 동경 16.000°  | 북극해                |                                           |
| 북위 80° 1′ 동경 16° 0′  / 북위 80.017° 동경 16.000°  | 노르웨이              | 스발바르 제도의 스피츠베르겐섬            |
| 북위 76° 45′ 동경 16° 0′  / 북위 76.750° 동경 16.000° | 대서양                | 그린란드해 노르웨이해                     |
| 북위 69° 18′ 동경 16° 0′  / 북위 69.300° 동경 16.000° | 노르웨이              | 안되위섬과 힌뇌위아섬, 본토               |
| 북위 66° 52′ 동경 16° 0′  / 북위 66.867° 동경 16.000° | 스웨덴                |                                           |
| 북위 46° 12′ 동경 16° 0′  / 북위 46.200° 동경 16.000° | 발트해                |                                           |
| 북위 54° 15′ 동경 16° 0′  / 북위 54.250° 동경 16.000° | 폴란드                |                                           |
| 북위 50° 36′ 동경 16° 0′  / 북위 50.600° 동경 16.000° | 체코                  |                                           |
| 북위 48° 47′ 동경 16° 0′  / 북위 48.783° 동경 16.000° | 오스트리아            |                                           |
| 북위 46° 50′ 동경 16° 0′  / 북위 46.833° 동경 16.000° | 슬로베니아            | 11km 정도                                 |
| 북위 46° 43′ 동경 16° 0′  / 북위 46.717° 동경 16.000° | 오스트리아            | 6km 정도                                  |
| 북위 46° 40′ 동경 16° 0′  / 북위 46.667° 동경 16.000° | 슬로베니아            |                                           |
| 북위 46° 18′ 동경 16° 0′  / 북위 46.300° 동경 16.000° | 크로아티아            | 자그레브 도심의 동부를 지나감             |
| 북위 45° 13′ 동경 16° 0′  / 북위 45.217° 동경 16.000° | 보스니아 헤르체고비나 |                                           |
| 북위 44° 38′ 동경 16° 0′  / 북위 44.633° 동경 16.000° | 크로아티아            |                                           |
| 북위 43° 29′ 동경 16° 0′  / 북위 43.483° 동경 16.000° | 지중해                | 아드리아해                                |
| 북위 42° 59′ 동경 16° 0′  / 북위 42.983° 동경 16.000° | 크로아티아            | 비셰보섬                                  |
| 북위 42° 57′ 동경 16° 0′  / 북위 42.950° 동경 16.000° | 지중해                | 아드리아해                                |
| 북위 41° 57′ 동경 16° 0′  / 북위 41.950° 동경 16.000° | 이탈리아              |                                           |
| 북위 41° 40′ 동경 16° 0′  / 북위 41.667° 동경 16.000° | 지중해                | 만프레도니아 만                           |
| 북위 41° 26′ 동경 16° 0′  / 북위 41.433° 동경 16.000° | 이탈리아              |                                           |
| 북위 39° 25′ 동경 16° 0′  / 북위 39.417° 동경 16.000° | 지중해                | 티레니아해                                |
| 북위 38° 44′ 동경 16° 0′  / 북위 38.733° 동경 16.000° | 이탈리아              |                                           |
| 북위 37° 55′ 동경 16° 0′  / 북위 37.917° 동경 16.000° | 지중해                |                                           |
| 북위 31° 17′ 동경 16° 0′  / 북위 31.283° 동경 16.000° | 리비아                |                                           |
| 북위 23° 27′ 동경 16° 0′  / 북위 23.450° 동경 16.000° | 차드                  | 북회귀선 위에 있는 차드의 극북점을 통과함 |
| 북위 7° 30′ 동경 16° 0′  / 북위 7.500° 동경 16.000°   | 중앙아프리카 공화국   |                                           |
| 북위 3° 0′ 동경 16° 0′  / 북위 3.000° 동경 16.000°    | 카메룬                |                                           |
| 북위 1° 45′ 동경 16° 0′  / 북위 1.750° 동경 16.000°   | 콩고 공화국           |                                           |
| 남위 3° 44′ 동경 16° 0′  / 남위 3.733° 동경 16.000°   | 콩고 민주 공화국      |                                           |
| 남위 5° 52′ 동경 16° 0′  / 남위 5.867° 동경 16.000°   | 앙골라                |                                           |
| 남위 17° 23′ 동경 16° 0′  / 남위 17.383° 동경 16.000° | 나미비아              |                                           |
| 남위 28° 15′ 동경 16° 0′  / 남위 28.250° 동경 16.000° | 대서양                |                                           |
| 남위 60° 0′ 동경 16° 0′  / 남위 60.000° 동경 16.000°  | 남극해                |                                           |
| 남위 69° 40′ 동경 17° 0′  / 남위 69.667° 동경 17.000° | 남극                  | 퀸모드랜드, 노르웨이가 영유권을 주장한다. |

## 같이 보기
- 동경 15도
- 동경 17도